# ألبرت بيتر لو
ألبرت بيتر لو هو جيولوجي وجغرافي كندي، ولد في 24 مايو 1861 في مونتريال في كندا، وتوفي في 9 أكتوبر 1942 في أوتاوا في كندا.